# Tarsiidae
Los tarseros o tarsios (Tarsiidae) son una familia de primates haplorrinos, que habitan en las junglas del sudeste de Asia. Anteriormente se consideraba integrada solamente por el género Tarsius, pero recientemente fueron incluidos los nuevos géneros Carlito y Cephalopachus, creados a partir de las antiguas especies Tarsius syrichta y Tarsius bancanus, respectivamente.

## Anatomía y fisiología
Los tarseros son animales pequeños con ojos enormes; cada globo ocular tiene aproximadamente 16 milímetros (0,63 pulgadas) de diámetro y es tan grande como, o en algunos casos más grande que, todo su cerebro. La anatomía craneal única del tarsero resulta de la necesidad de equilibrar sus grandes ojos y cabeza pesada para poder esperar en silencio a una presa nutritiva. Los tarseros tienen un fuerte sentido auditivo y su corteza auditiva es distinta. Los tarseros también tienen extremidades traseras largas, debido principalmente a los huesos tarsos alargados de los pies, de los cuales los animales obtienen su nombre. La combinación de sus tarsos alargados y tibioperoneos fusionados los hace morfológicamente especializados para agarrarse verticalmente y saltar. La cabeza y el cuerpo miden entre 10 y 15 cm de largo, pero las extremidades traseras miden aproximadamente el doble (incluyendo los pies) y también tienen una cola delgada de entre 20 y 25 cm de largo. Sus dedos también son alargados, y el tercer dedo tiene aproximadamente la misma longitud que el brazo superior. La mayoría de los dedos tienen uñas, pero el segundo y el tercer dedo de las patas traseras tienen garras, que utilizan para acicalarse. Los tarseros tienen un pelaje suave y aterciopelado, que generalmente es de color beige, beige u ocre. La morfología de los tarseros les permite mover la cabeza 180 grados en cualquier dirección, lo que les permite ver 360 grados a su alrededor. A diferencia de muchos vertebrados nocturnos, los tarseros carecen de una capa que refleje la luz (tapetum lucidum) en la retina y tienen una fóvea.
El cerebro del tarsero es diferente al de otros primates en cuanto a la disposición de las conexiones entre los dos ojos y el núcleo geniculado lateral, que es la principal región del tálamo que recibe información visual. La secuencia de capas celulares que reciben información de los ojos ipsilaterales (mismo lado de la cabeza) y contralaterales (lado opuesto de la cabeza) en el núcleo geniculado lateral distingue a los tarseros de los lémures , loris y monos , que son todos similares en este aspecto. Algunos neurocientíficos sugirieron que "esta aparente diferencia distingue a los tarseros de todos los demás primates, reforzando la opinión de que surgieron en una línea temprana e independiente de evolución de los primates". Los tarseros filipinos son capaces de escuchar frecuencias de hasta 91 kHz. También son capaces de vocalizar con una frecuencia dominante de 70 kHz. A diferencia de la mayoría de los primates, los tarseros machos no tienen báculo.

## Comportamiento
Los tarseros pigmeos se diferencian de otras especies en términos de su morfología, comunicación y comportamiento. Las diferencias en la morfología que distinguen a los tarseros pigmeos de otras especies probablemente se basan en su entorno de gran altitud.
Todas las especies de tarseros son de hábitos nocturnos, pero como muchos organismos nocturnos, algunos individuos pueden mostrar más o menos actividad durante el día. Según la anatomía de todos los tarseros, todos están adaptados para saltar, aunque todos varían según la especie. 
La variación ecológica es responsable de las diferencias en la morfología y el comportamiento de los tarseros porque las diferentes especies se adaptan a las condiciones locales en función del nivel de altitud. Por ejemplo, el clima más frío en elevaciones más altas puede influir en la morfología craneal.
Los tarseros tienden a ser animales extremadamente tímidos y son sensibles a las luces brillantes, los ruidos fuertes y el contacto físico. Se ha informado de que tienen comportamientos suicidas cuando están estresados o se los mantiene en cautiverio.

### Alimentación
Los tarseros son los únicos primates existentes completamente carnívoros, aunque principalmente insectívoros, atrapando insectos saltando sobre ellos. Los tarseros también se alimentan oportunistamente de una variedad de animales arbóreos y pequeños del bosque, incluidos pequeñas ranas voladoras, lagartijas y, ocasionalmente, cangrejos anfibios que trepan a las secciones inferiores de los árboles. Sin embargo, se ha descubierto que sus presas favoritas son escarabajos, cucarachas, arácnidos, grillos, saltamontes, cigarras y mantodeos. También se sabe que los tarseros, en raras ocasiones, se alimentan de crías de aves, pequeñas serpientes arbóreas e incluso crías de murciélagos.

### Reproducción
La gestación dura unos seis meses y los tarseros dan a luz a una sola cría. Los tarseros jóvenes nacen con pelo y los ojos abiertos y pueden trepar al día siguiente de nacer. Alcanzan la madurez sexual al final de su segundo año. La sociabilidad y el sistema de apareamiento varían: los tarseros de Sulawesi viven en pequeños grupos familiares, mientras que se dice que los tarseros filipinos y occidentales duermen y buscan comida solos.

## Clasificación
- Género Carlito
  - Carlito syrichta[2]
- Género Cephalopachus
  - Cephalopachus bancanus[3]
- Género Tarsius
  - Tarsius dentatus
  - Tarsius fuscus[2]
  - Tarsius lariang[4]
  - Tarsius pelengensis
  - Tarsius pumilus
  - Tarsius sangirensis
  - Tarsius tarsier
  - Tarsius tumpara[2]
  - Tarsius wallacei[5]